# Hypersensibilité au rayonnement
La notion de radiosensibilité individuelle au rayonnement ou d'hypersensibilité au rayonnement est une hypersensibilité aux rayonnements ionisants.
Selon l'ASN, « La radiosensibilité individuelle (variabilité de l’effet d’une même dose en fonction de l’individu qui la reçoit) est encore un domaine de recherche » .
Cette radiosensibilité individuelle pourrait varier d'un facteur 1 à 10 selon les individus (5 à 15 % de la population seraient plus radiosensible) et pose une question de santé publique. Elle pourrait au moins en grande partie être induite par une efficacité différente selon la génétique et l'histoire des individus de leurs mécanismes de réparation
des lésions radioinduites de l’ADN (mécanismes complexes et nombreux, qui font intervenir de nombreux gènes). On cherche maintenant à identifier des sous-populations (ou sous-groupes de patients) hypersensibles (par des marqueurs génétiques) afin d'avoir éventuellement la capacité de « détection prédictive des réactivités anormales à la radiothérapie » par des tests ad hoc.

## Histoire du concept
On sait depuis longtemps[réf. nécessaire] que les individus, en partie pour des raisons génétiques sont plus ou moins vulnérables aux coups de soleil[réf. nécessaire] induits par le rayonnement UV solaire ou aux effets cancérigènes de ce rayonnement (localement exacerbé par le trou de la couche d'ozone); 
Une radiosensibilité individuelle aux fortes doses de rayonnements ionisants est « connue des radiothérapeutes depuis bien longtemps et est responsable des effets secondaires et complications de la radiothérapie en l’absence d’erreur de dose »
La médecine, et en particulier la médecine nucléaire s'intéresse aussi à la radiosensibilité cellulaire, qui peut d'ailleurs être utilisée pour traiter par radiothérapie certains cancers. Le fait que les expériences de laboratoire utilisent des souris, rats ou cobayes de mêmes souches et génétiquement très proches ont pu cacher une partie des radiosensibilités individuelles (génétique notamment) chez ces animaux[réf. nécessaire].
Depuis les années 1990 au moins, quelques indices plaidaient pour l'existence d'un syndrome d'hypersensibilité, ou de sensibilité aux faibles doses d'irradiation chez certains patients ou individus[réf. nécessaire].
Des chercheurs essayent depuis plus de 30 ans  de mettre au point et améliorer des tests de radiosensibilité (cellulaire, tumorale, individuels...). Ces tests étaient encore très imparfaits dans les années 1990 , mais ils ont ensuite bénéficié des progrès de la radiobiologie et de « méthodes récentes d’immunofluorescence de cibles moléculaires de la signalisation et de la réparation des lésions de l’ADN  permettent de documenter les effets des rayonnements ionisants aux faibles doses, en abaissant d’un facteur 100 les seuils de détection. Les effets d’une simple radiographie deviennent visibles et mesurables ». 
Grâce à l'immunofluorescence, on a montré par l'exposition de cellules d’épithélium mammaire humain en culture à des faibles doses  que « le phénomène d’hyper-radiosensibilité individuelle existe également aux faibles doses de la mammographie. Les mécanismes de la radiosensibilité individuelle sont liés à des anomalies de la détection et de la réparation des lésions de l’ADN. Cela suggère un lien entre radiosensibilité individuelle et susceptibilité au cancer. Le phénomène de radiosensibilité individuelle touche probablement de 5 à 15 % de la population. Il constitue donc un phénomène important à prendre en compte tant en termes de santé publique que dans le système international de radioprotection » selon Bourguignon et al.. 
Au début des années 2000, la question de l’impact du facteur individuel dans la réponse aux faibles doses de radiations est encore discutée, mais de nouveaux moyens de mieux comprendre les réponses moléculaires, cellulaires et tissulaires apparaissent. Ils permettent aussi de poser des hypothèses explicatives aux effets létaux et carcinogènes différenciés, plus précoces ou plus aigus chez certains patients exposés à des radiations ionisantes.
Fin 2013, l'ASN a organisé un séminaire intitulé « Radiosensibilité individuelle : une notion ancienne et son avenir » pour « faire le point sur la variabilité de la réponse individuelle aux rayonnements ionisants autant aux fortes doses, avec les effets secondaires et les complications de la radiothérapie, qu’aux faibles doses avec les risques potentiels notamment de cancer des expositions aux rayonnements ionisants dans le domaine médical ».
En 2013, pour l'ASN, des travaux de recherches sont encore nécessaires pour détecter d'éventuels biais et confirmer les premiers résultats, mais l'Agence invite dans son rapport annuel 2013 à envisager de nouvelles questions socio-éthiques (voir plus bas)

## Enjeux
Une meilleure compréhension des phénomènes de radiosensibilité individuelle a au moins les enjeux suivants :
1. protéger ces personnes hypersensibles contre certaines expositions,
2. mieux comprendre la "radiosensibilité" qui semble variable de certaines cellules tumorales, et qui est déterminante en radiothérapie.
3. mieux protéger les tissus sains périphériques aux zones ciblées par la radiothérapie, et ainsi produire des traitements plus efficaces contre les cancers
4. éliminer une source de biais statistique et de difficultés dans l'appréciation des risques liés aux expositions professionnelles, thérapeutiques ou accidentelle (« Des marqueurs prédictifs de la radiosensibilité permettraient d'améliorer la protection et/ou le traitement des personnes et des malades »[11])
5. Des enjeux écoépidémiologiques existent aussi en matière de radioprotection (pour le gibier, le bétail et la biodiversité en général ; la protection des « espèces non humaines » faisant désormais également partie des recommandations de la CIPR[12]

## Questions sociétales et éthiques
L'arrivée sur le marché de tests de détection d'une hyper-radiosensibilité individuelle (ou des tests prédictifs de radiosensibilité des tissus sains) pourrait se faire à courte échéance. Ils pourraient alors changer les pratiques des radiothérapeutes), mais aussi poser de nouvelles questions d'éthique biomédicale, voire d'éthique environnementale :
Faudra-t-il alors recommander un dépistage avant toute radiothérapie ou succession d'examens de scanographie  ?
- Faut-il rechercher les hypersensibilités éventuelles de travailleurs pouvant être exposé aux rayonnements ionisants dans le cadre de leur métier ?
- Faudra-t-il de nouvelles dispositions réglementaires pour protéger les personnes hypersensibles aux rayonnements ionisants ?
- Comment alors éviter ou compenser un risque de discrimination dans l'accès à certains emploi ?

## Recommandations
En 2013, l'ASN recommande de ne pas exposer inutilement les personnes aux rayonnements ionisants, « les enfants devant faire l’objet d’une attention particulière lors d’expositions aux rayonnements ionisants à des fins médicales »